# Track Down
Track Down és una pel·lícula nord-americana de  suspens de l'any 2000 sobre el hacker d'ordinadors Kevin Mitnick, que al seu torn està basada en el llibre' 'Takedown' ', de John Markoff i Tsutomu Shimomura. La cinta va ser dirigida per Joe Chappelle, comptant amb els actors Skeet Ulrich i Russell Wong en els papers protagonistes.

## Argument
La història de la pel·lícula gira al voltant de les aventures informàtiques d'un dels hackers més famosos de món, Kevin Mitnick (interpretat per Skeet Ulrich). En el film, Kevin, després diversos delictes informàtics es troba en llibertat condicional. Malgrat tot, intentarà el més difícil encara: piratejar el sistema de seguretat informàtica inventat per l'expert que treballa per al govern de Estats Units Tsutomu Shimomura (interpretat per Russell Wong).

## Repartiment
| - Skeet Ulrich com Kevin Mitnick. - Russell Wong com Tsutomu Shinomura. - Angela Featherstone com Julia. - Donal Logue com Alex Lowe. - Christopher McDonald com Mitch Gibson. | - Tom Berenger com McCoy Rollins. - Christopher McDonald es Mitch Gibson. - Amanda Peet es Karen. - Jeremy Sisto es Lance "Icebreaker" Petersen. |

## Crítica

### Inexactituds sobre els fets
A  L'art de l'engany de  Kevin Mitnick, Mitnick afirma que tant el llibre com la pel·lícula són "extremadament inexactes" i es basen en la publicitat dels mitjans. En la pel·lícula, Mitnick i Shimomura es troben dues vegades; d'aquestes reunions porta a Kevin a fugir a Seattle. Aquesta reunió en realitat no va tenir lloc.
La pel·lícula mostra a Mitnick piratejant els ordinadors de Shimomura i robant / esborrant els seus arxius i programari. Encara Mitnick admet que va piratejar els ordinadors de Shimomura utilitzant suplantació d'IP, afirma que mai va causar cap mal a ningú a l'eliminar arxius o dades, simplement copiant el codi font d'algun programari, per curiositat.
El documental de 2001  Freedom Downtime  intenta donar suport alguns dels rumors falsos sobre Kevin Mitnick que van acabar sent presentats com a fets en la pel·lícula.

### Demanda relacionada amb una suposada violació de drets d'autor
El 1997, l'autor Jonathan Littman va escriure  The Fugitive Game: Online amb Kevin Mitnick , en què va presentar el costat de la història de Mitnick.